# Wieża kościoła św. Katarzyny w Bytowie
Wieża kościoła świętej Katarzyny w Bytowie – pozostałość gotyckiej świątyni znajdująca się w Bytowie, w województwie pomorskim.

## Historia

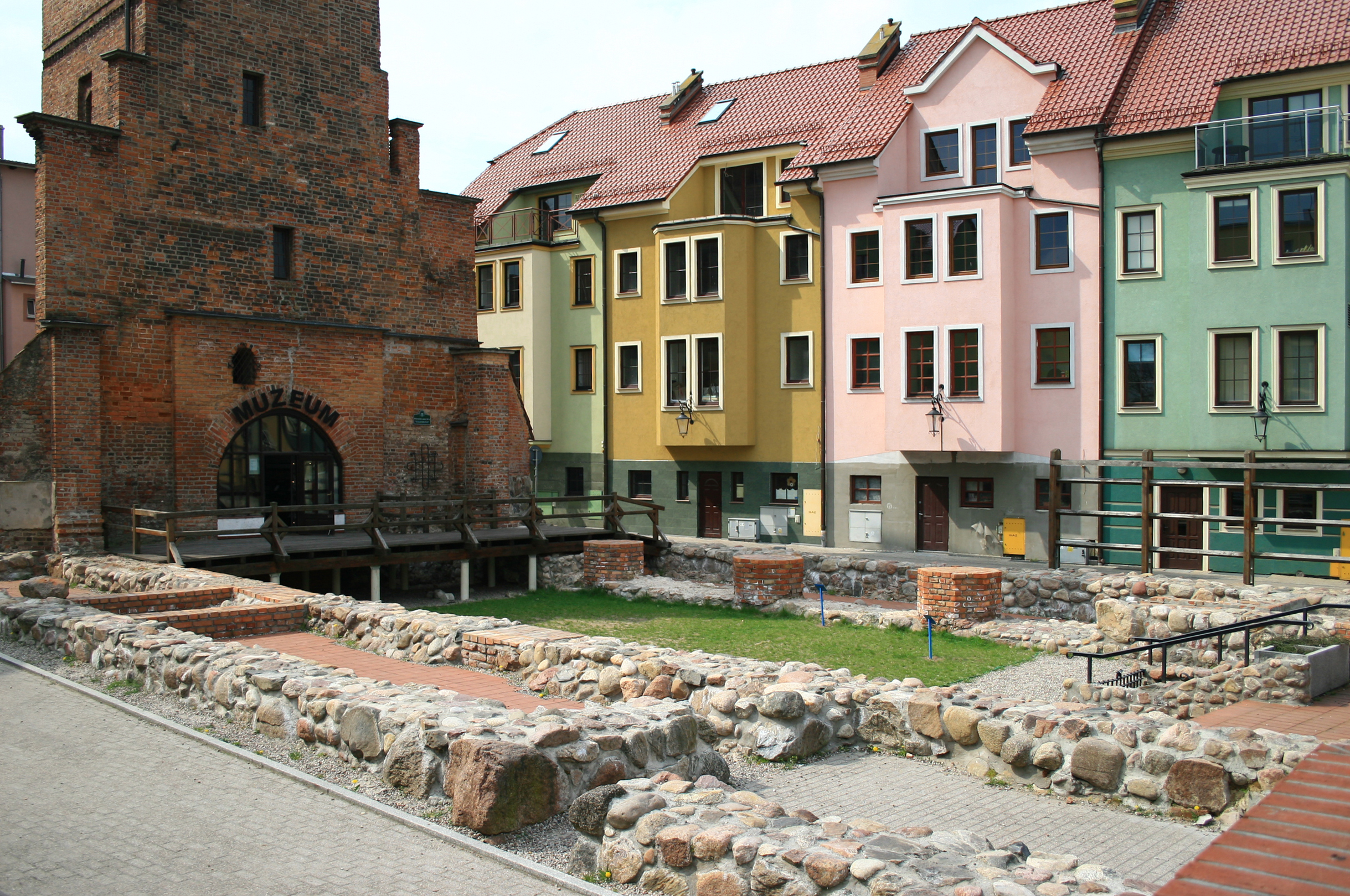
Pozostałości kościoła współcześnie

Nie wiadomo dokładnie w którym roku kościół został zbudowany. Zapewne został wzniesiony jeszcze przed krzyżacką lokacją miasta w 1346 roku, co sugerują źródła informujące o niejakim Enslansie – proboszczu bytowskim, występującym w roli świadka w procesie prawnym z 1329 roku. Pierwsza świątynia miała zapewne wezwanie świętej Małgorzaty. Do początków II połowy XVI stulecia kościół należał do parafii katolickiej. W 1557 roku książę pomorski Barnim IX przekazał świątynię protestantom. W 1629 roku kościół został zniszczony przez pożar. Odbudowano go około 1640 roku, kiedy to ziemia bytowska została włączona do Polski. W tym czasie, dzięki decyzji biskupa kujawskiego, świątynia wróciła do katolików. W czasie potopu szwedzkiego pożar po raz kolejny zniszczył kościół. Odbudowany został dopiero pod koniec XVII stulecia, około 1690 roku. W 1700 roku Bytów został zniszczony przez ogromny pożar, który uszkodził również świątynię. W XVIII wieku kościół został ponownie zniszczony i ograbiony. Dopiero w latach 1893-1894 przeprowadzono generalny remont budowli. W marcu 1945 roku, w wyniku działań wojennych, świątynia została ponownie zniszczona.
W wieży utworzono Oddział Historii Miasta Muzeum Zachodniokaszubskiego. Prezentowane są w niej ekspozycje stałe o charakterze archeologiczno-historycznym dotyczące przeszłości miasta i ziemi bytowskiej. Na terenie korpusu nawowego znajduje się odkrywka archeologiczna prezentująca etapy budowy kościoła.